# Clidemia hirta
Clidemia hirta är en tvåhjärtbladig växtart som först beskrevs av Carl von Linné, och fick sitt nu gällande namn av David Don. Clidemia hirta ingår i släktet Clidemia och familjen Melastomataceae. Inga underarter finns listade i Catalogue of Life.

## Bildgalleri

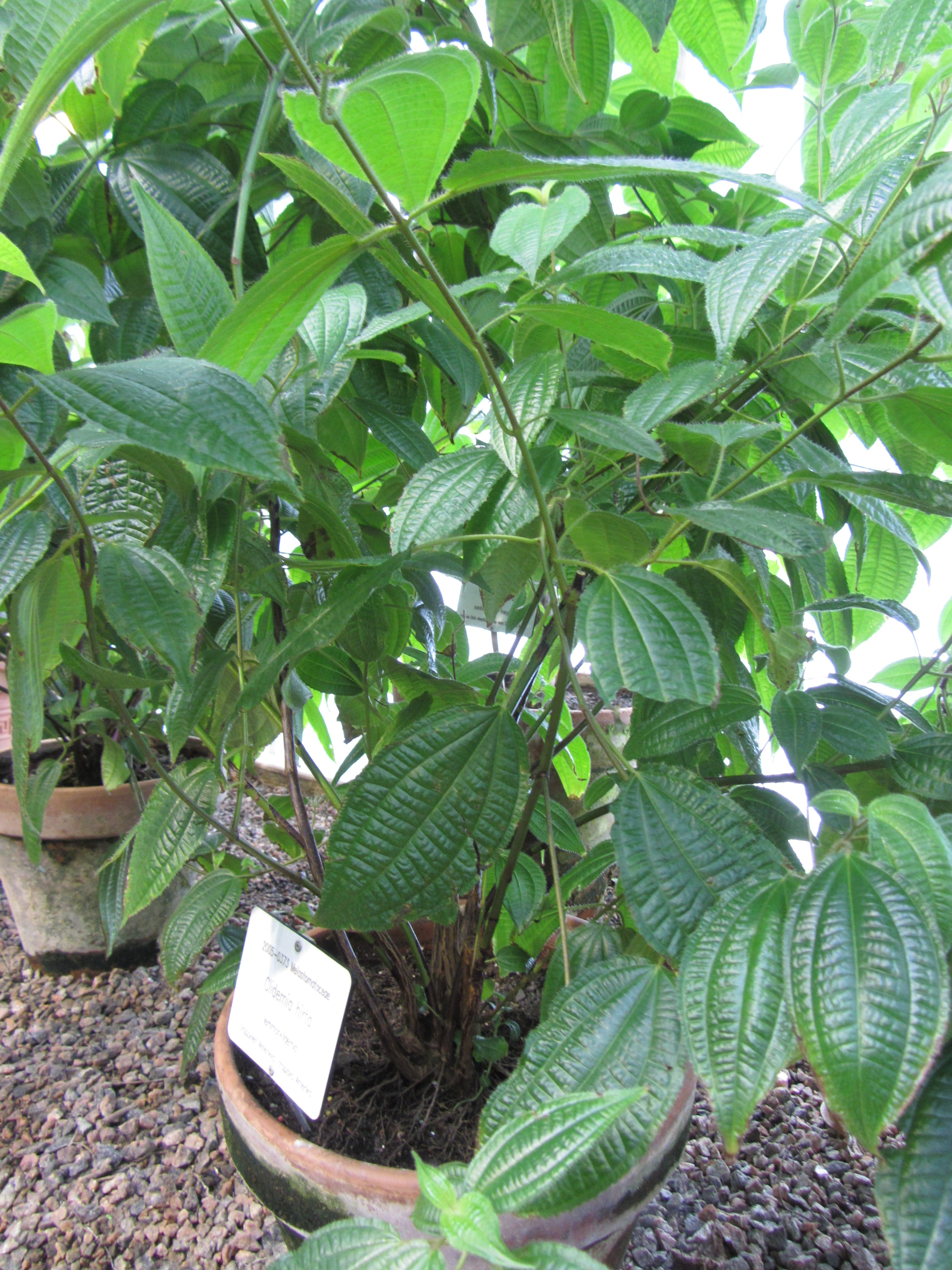
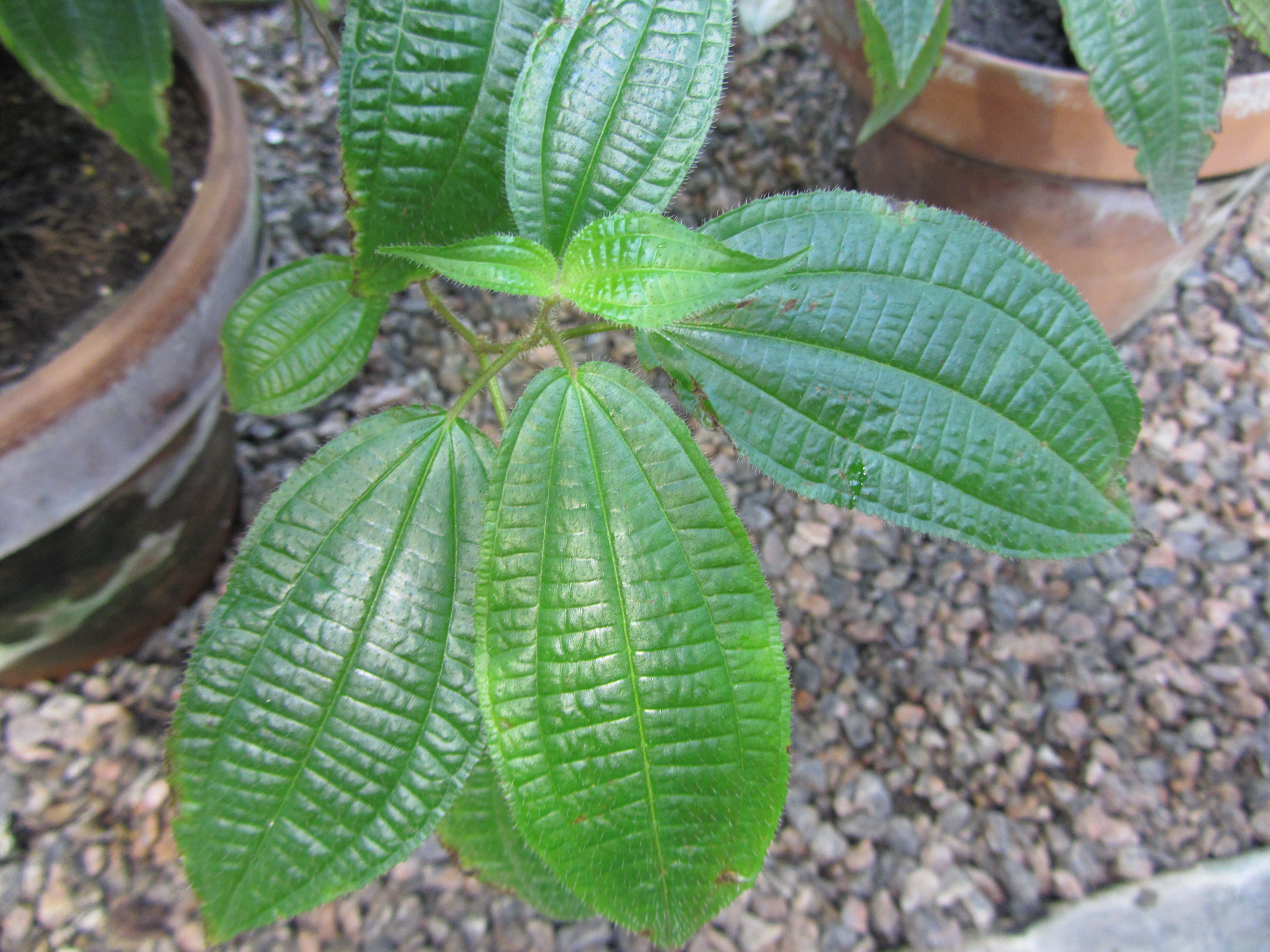
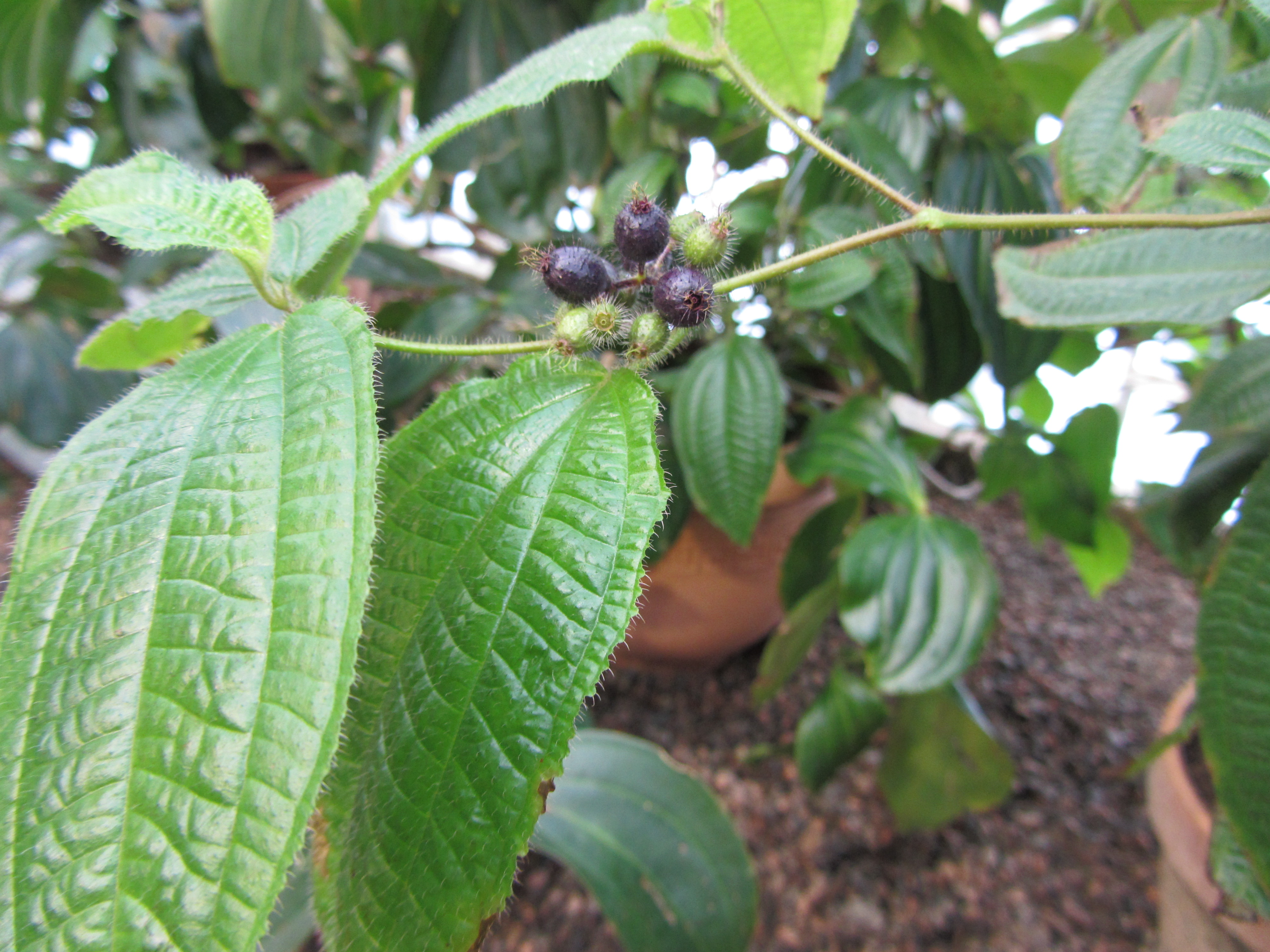
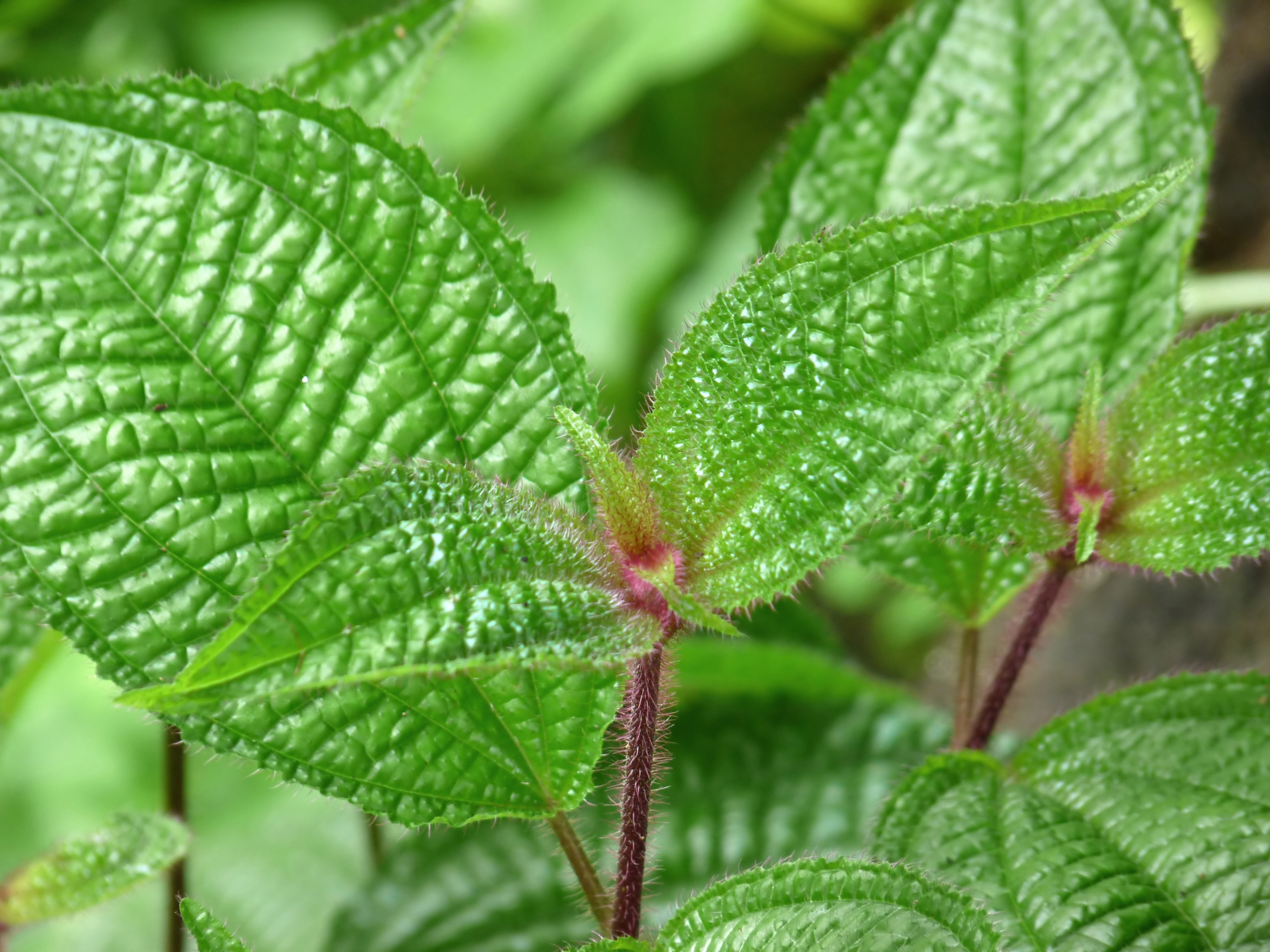
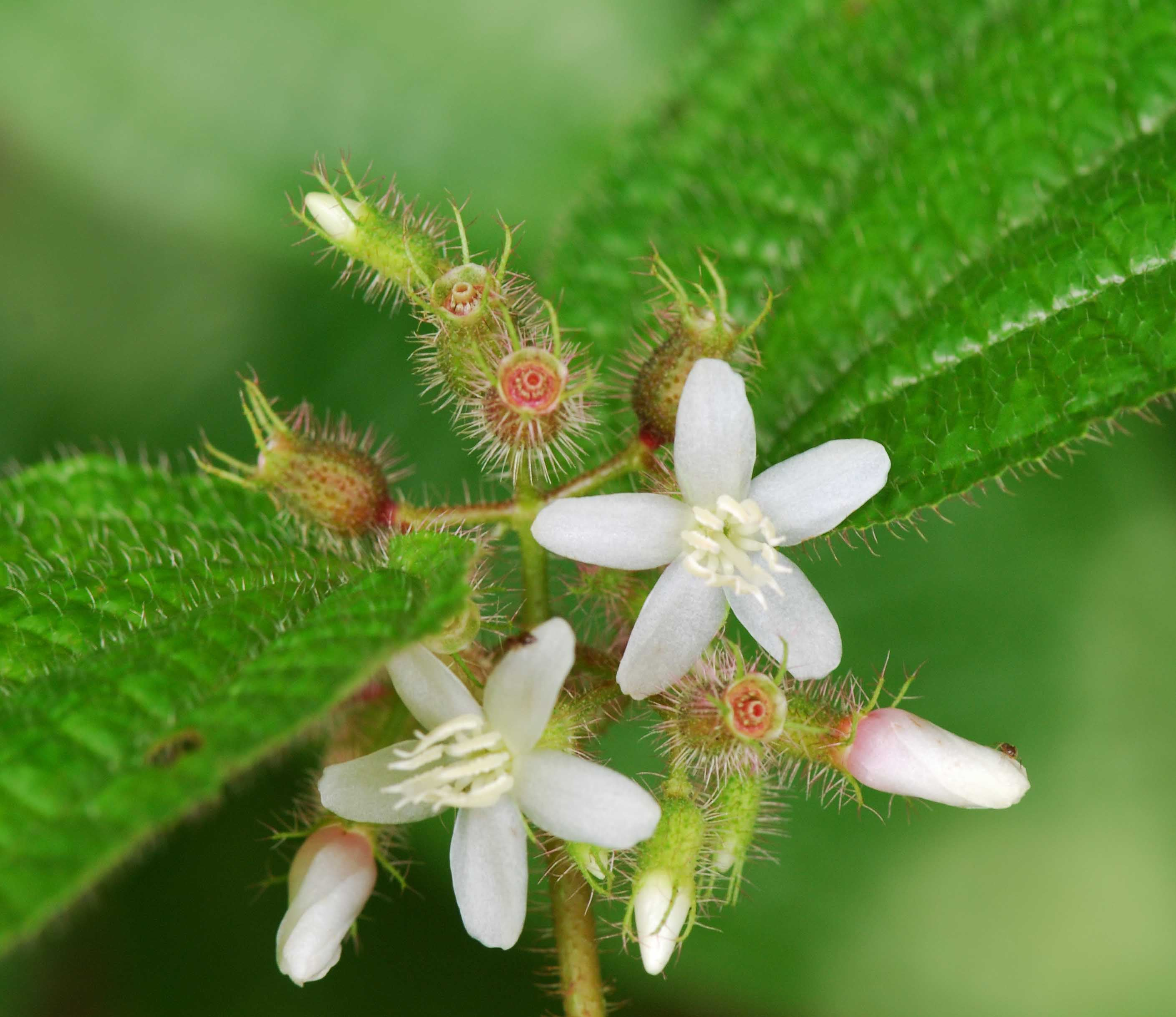
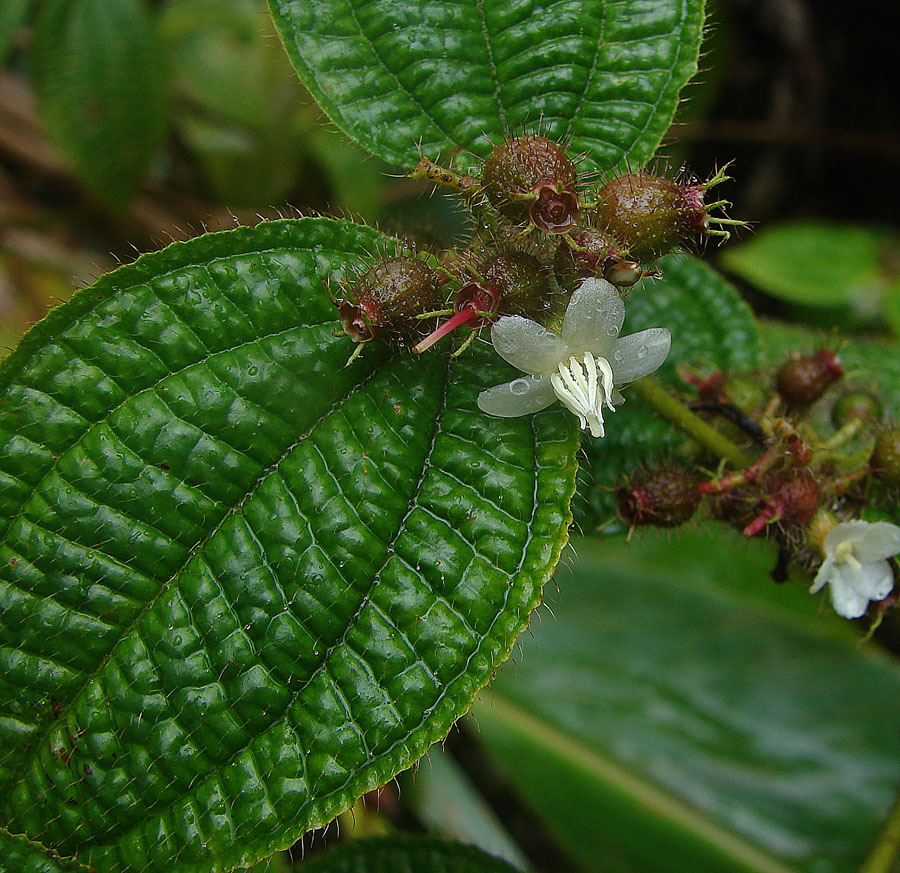